# کارلس آلنیا
کارلس آلنیا کاستیو (اسپانیایی: Carles Aleñá Castillo‎؛ زادهٔ ۵ ژانویهٔ ۱۹۹۸) بازیکن فوتبال اهل اسپانیا است که در پست هافبک مرکزی به صورت قرضی از بارسلونا برای باشگاه فوتبال ختافه در لالیگا بازی می‌کند.

## عملکرد باشگاهی

### بارسلونا
آلنیا متولد شهر ماتارو، بارسلونا، ایالت کاتالونیا در اسپانیا، در سال ۲۰۰۵ است. وی در سن ۷ سالگی، پس از یک عملکرد موفق، به سیستم آکادمی باشگاه بارسلونا (لا ماسیا) نقل مکان کرد. وی در ۲۹ اوت ۲۰۱۵، با امتیاز بسیار خوبی که در این باشگاه کسب کرده بود، به عنوان جانشین دیوید بابونسکی اولین بازی خود را در بازی تساوی ۰–۰در سگوندا دیویژن بی مقابل تیم پوبلا د مافومت قرار گرفت.
در ۲۴ نوامبر ۲۰۱۵، آلنیا در بازی لیگ جوانان یوفا مقابل رم، یک گل تماشایی به ثمر رساند. او اولین گل بزرگسالان خود را در ۱۹ دسامبر در بازی با نتیجه ۲ بر ۴ بارسلونا برابر الدنس به ثمر رساند. آلنیا برای اولین بار در تاریخ ۱۰ فوریه ۲۰۱۶ در ترکیب اصلی بارسلونا قرار گرفت و در تساوی ۱–۱ به نفع تیمش مقابل والنسیا در بازی دوم مرحله نیمه نهایی کوپا دل ری قرار گرفت.
او اولین بازی خود را در تاریخ ۳۰ نوامبر همان سال با یک تساوی خارج از خانه برابر هرکولس برای رده‌بندی، در همان مسابقات انجام داد. آلنیا اولین بازی خود در لالیگا را در تاریخ ۲ آوریل ۲۰۱۷ انجام داد و به عنوان جانشین نیمه دوم ایوان راکیتیچ در پیروزی ۴–۱ در برابر گرانادا قرار گرفت. در ۲۸ ژوئن، وی قرارداد حرفه‌ای سه ساله با بند آزادی ۷۵ میلیون یورویی با بارسلونا منعقد کرد.
در ژوئیه سال ۲۰۱۸، او برای دریافت جایزه معتبر پسر طلایی کاندید شد. در ۴ دسامبر ۲۰۱۸، دو روز پس از به ثمر رساندن اولین گل لیگ خود برای بارسلونا مقابل ویارئال، آلنیا به‌طور رسمی به تیم اول معرفی شد.

#### دوره قرضی در رئال بتیس
در تاریخ ۲۸ دسامبر ۲۰۱۹، بارسلونا اعلام کرد که با بتیس برای انتقال قرضی آلنیا تا پایان فصل به توافق رسیده‌است.

#### بازگشت به بارسلونا
آلنیا پس از پایان قرارداد قرضی خود در باشگاه فوتبال رئال بتیس با شروع فصل ۲۰–۲۱ به بارسلونا بازگشت.

## زندگی شخصی
پدر آلنیا به نام فرانچز نیز یک بازیکن فوتبال بود. او یک مهاجم نوک در دهه‌های ۱۹۸۰ و ۱۹۹۰ بود و برای چندین باشگاه بازی کرد.

## افتخارات

#### بارسلونا
- لالیگا: ۲۰۱۸–۱۹
- کوپا دل ری: ۲۰۱۶–۱۷, ۲۰۱۷–۱۸